# Миноносцы типа 1924
Миноносцы типа 1924 — тип миноносцев (нем. torpedoboot), являвшийся усовершенствованной версией миноносцев типа 1923 и состоявший на вооружении ВМС Германии (рейхсмарине) в конце 1920-х — начале 1930-х, а после — в кригсмарине в годы Второй мировой войны и в середине — конце 1930-х. Всего верфью Reichsmarinewerft в Вильгельмсхафене было построено 6 единиц данного типа.

## Конструкция и отличия от предшественников
Миноносцы типа 1924 по сути, представляли собой усовершенствованный вариант миноносцев типа 1923 и, в отличие от прототипа, имели несколько большие размеры и большую паропроизводительность котлов. Изначально планировалась установка 127-мм орудий ГК, но под давлением Великобритании были установлены 105-мм/55 новой модели. Калибр ТА изначально равнялся 500 мм, в 1931 году были установлены новые 533-мм аппараты. В 1934 г. на миноносцах «Leopard» и «Luchs» проходили испытания 127-мм/45 орудия, впоследствии устанавливавшиеся на ЭМ типа 1934. Часть кораблей впоследствии была перевооружена на новые 105-мм/45 пушки С/32.
В 1936—1938 годах действовали у берегов Испании. 1 корабль («Tiger») погиб до начала Второй мировой войны в результате столкновения с ЭМ «Мах Schultz» у о. Борнхольм. Оставшиеся активно использовались в годы войны, в ходе которой все корабли данного типа погибли, в том числе 1 — в результате столкновений со своими же кораблями, 4 — в результате действий противника.

## Список миноносцев типа[1]
| Название  | Верфь-строитель                     | Дата закладки | Дата спуска на воду | Дата вступления в состав флота | Дата вывода из состава флота/гибели | Судьба                                                            |
| --------- | ----------------------------------- | ------------- | ------------------- | ------------------------------ | ----------------------------------- | ----------------------------------------------------------------- |
| «Wolf»    | Reichsmarinewerft (Вильгельмсхафен) | 8.3.1927      | 12.10.1927          | 15.11.1928                     | 8.1.1941                            | Погиб на мине, поставленной брит. СКА в Ла-Манше                  |
| «Iltis»   | Reichsmarinewerft (Вильгельмсхафен) | 8.3.1927      | 12.10.1927          | 1.10.1928                      | 13.5.1942                           | Потоплен британским ТКА МТВ-221 в Ла-Манше                        |
| «Luchs»   | Reichsmarinewerft (Вильгельмсхафен) | 2.4.1927      | 15.3.1928           | 15.4.1929                      | 26.7.1940                           | Потоплен британской ПЛ HMS Thames в районе Ставангера             |
| «Tiger»   | Reichsmarinewerft (Вильгельмсхафен) | 2.4.1927      | 15.3.1928           | 15.1.1929                      | 27.8.1939                           | Погиб в результате столкновения с ЭМ «Мах Schultz» у о. Борнхольм |
| «Jaguar»  | Reichsmarinewerft (Вильгельмсхафен) | 4.5.1927      | 15.3.1928           | 15.8.1929                      | 15.6.1944                           | Погиб во время налета британской авиации на Гавр                  |
| «Leopard» | Reichsmarinewerft (Вильгельмсхафен) | 4.5.1927      | 15.3.1928           | 1.6.1929                       | 30.4.1940                           | Погиб в результате столкновения с МЗ «Preussen» в Скагерраке      |